# Butwienie

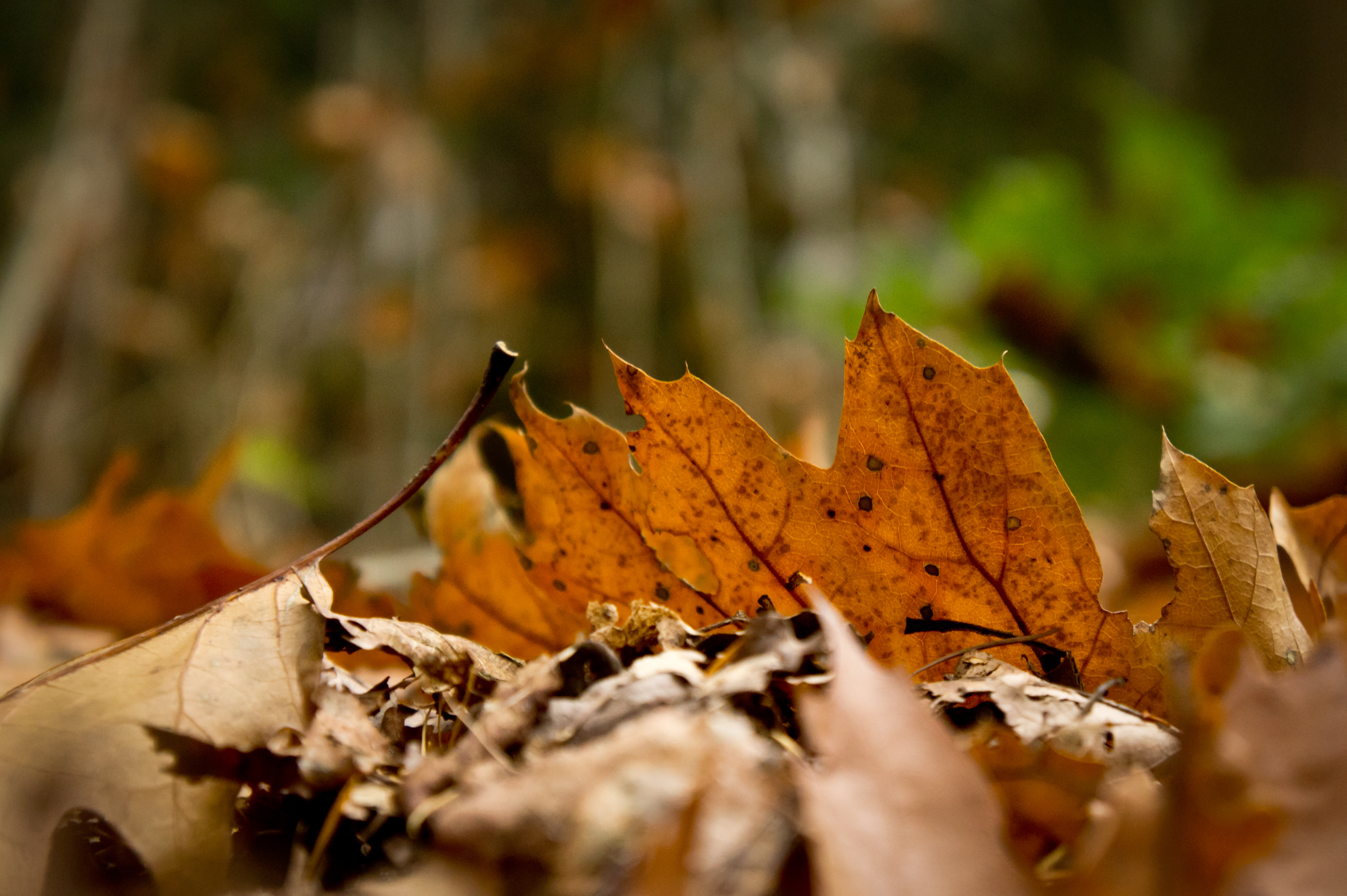
Butwienie dotyczy głównie szczątków roślinnych

Butwienie – proces rozkładu w glebie materii organicznej pochodzącej ze szczątków roślinnych i zwierzęcych. W jego efekcie ok. 50–70% tych szczątków może ulec mineralizacji. Zachodzi w warunkach tlenowych (aerobowych) – w przeciwieństwie do gnicia następującego w warunkach beztlenowych (anaerobowych). Proces ma charakter enzymatyczny i następuje w wyniku działalności saprotroficznych bakterii i grzybów. Butwienie dotyczy głównie materiału roślinnego (zwłaszcza celulozy i lignin), podczas gdy białka i węglowodany ulegają głównie rozpadowi gnilnemu i fermentacji.

## Produkty butwienia
Butwieniu towarzyszy powstawanie ciepła oraz:
- wody,
- dwutlenku węgla,
- amoniaku,
- jonów: fosforanowych, azotanowych i siarczanowych.

## Szybkość procesu butwienia
Szybkość procesu butwienia zależy od czynników fizyczno-chemicznych środowiska:
- odczynu kwasowo-zasadowego (pH) gleby,
- temperatury,
- zawartości wody (nadmiar wilgoci hamuje proces mineralizacji[1]) i azotu.

Im cięższa gleba, o większej zawartości koloidów, tym słabsza mineralizacja. Dzieje się tak ponieważ na powierzchni koloidów wiązane są w połączeniach organiczno-mineralnych przejściowe produkty rozkładu materii organicznej. Powstające w wyniku humifikacji związki są odporne na działanie mikroorganizmów i w efekcie powstaje próchnica.